# Gabrska Gora
Gabrska Gora – wieś w Słowenii, w gminie Litija. W 2018 roku liczyła 60 mieszkańców.